# Dynodorcus grandis
Dynodorcus grandis es una especie de coleóptero de la familia Lucanidae.

## Distribución geográfica
Habita en Laos.